# Maritim Hotel Bonn
Koordinaten: 50° 42′ 18,6″ N, 7° 8′ 3,9″ O
Das Maritim Hotel Bonn ist ein Hotel mit zugehörigem Konferenzzentrum der Maritim Hotelgesellschaft im Bonner Ortsteil Hochkreuz, das 1990 eröffnet wurde.

## Lage
Das Hotel liegt im Süden des Bundesviertels am Nordende und auf der Ostseite der Godesberger Allee (Bundesstraße 9) Ecke Heinemannstraße sowie an der Kreuzung A562/B9. Der Zugang erfolgt über die rückwärtige Kurt-Georg-Kiesinger-Allee. Der südliche Hoteltrakt wird von einer Rampe der Stadtbahnstrecke über die Südbrücke in einer zur unterirdisch gelegenen Haltestelle Robert-Schuman-Platz führenden Kurve unterquert. Nordöstlich schließt sich die Parkanlage Hain der Nationen an.

## Geschichte
Die Errichtung eines Hotels sowie eines Konferenzzentrums an dem Standort waren seit 1978 im Zuge der Planungen für die Ausweitung des damaligen Parlaments- und Regierungsviertels auf den Nordrand des Stadtbezirks Bad Godesberg vorgesehen. Damals hatte der Bund einen städtebaulichen Ideenwettbewerb für diesen Bereich durchgeführt, um im Rahmen der Entwicklungsmaßnahmen des Bundesviertels die in städtischer Planungsverantwortung vorgesehenen Komplementäreinrichtungen zu realisieren. Insbesondere mangelte es in Bonn an einem Veranstaltungsort, der für die Ausrichtung großer internationaler Konferenzen geeignet war, nachdem sich die mit dem wachsenden Tagungs- und Kongressbetrieb ausgelastete Beethovenhalle für diese Zwecke als unzureichend erwiesen hatte. Zunächst war als weitere Komplementäreinrichtung auch die Errichtung einer Eissporthalle geplant, für die 1981 durch die Stadt ein weiterer Architektenwettbewerb mit Aussagen zu einem Konferenzzentrum und einem Hotel ausgelobt wurde (1. Preis: Planungsgruppe Stieldorf). Dieses Projekt musste aus finanziellen Gründen aufgegeben werden, ebenso der ursprünglich angedachte Bau einer isolierten Konferenzhalle.
Ab 1985 konkretisierten sich die Planungen für einen Hotelneubau mit angeschlossenem Konferenzzentrum, besonders, nachdem die Bundesrepublik sich als Tagungsort für eine KSZE-Folgekonferenz (1990) anbot und Stadtdirektor Klaus Peter Rauen dem Bund eine termingerechte Fertigstellung dieses Projektes zusicherte. Die Stadt hatte im Rahmen ihrer Suche nach einem Investor und Hotelbetreiber bis Juni 1986 bereits abschlussreife Verhandlungen mit Maritim geführt, entschied sich aber aufgrund eines Stadtratsbeschlusses zunächst für die Hotelkette Hilton, welche das Projekt gemeinsam mit dem Baukonzern Strabag umsetzen sollte. Hilton bestand auf der Errichtung eines von stadtplanerischer Seite abgelehnten Hotelturms und stieg im Oktober 1986 aus dem Projekt aus. Im Mai 1987 wurde als Hotelbetreiber über einen Vorvertrag die nun doch zum Zuge kommende Maritim Hotelgesellschaft verpflichtet, die schließlich die städtischen Gestaltungswünsche insbesondere nach einer Riegelform des Hotelbaus mit Überbauung der Stadtbahnrampe akzeptierte. Die Stadt erwarb das benötigte Grundstück im Frühjahr 1988 vom Bund und Ende des Jahres schloss sie mit der Hotelkette den Vertrag über die Errichtung des Neubaus ab. Diese Übereinkunft beinhaltete auch die Fassadengestaltung. Die Stadt beteiligte sich mit einem Investitionszuschuss von 13,5 Millionen von insgesamt rund 100 Millionen DM an den Kosten für den Bau des zugehörigen Konferenzzentrums; davon übernahm wiederum der Bund sechs Millionen aus Mitteln der sogenannten Bonn-Vereinbarung 1980. Für Konzeption und Außengestaltung war das Düsseldorfer Architekturbüro Hentrich, Petschnigg und Partner (HPP) verantwortlich. Witterungsbedingt konnte mit den Hauptbauarbeiten schließlich erst ab März 1989 begonnen werden, sodass der aufgrund des zeitlichen Verzugs für die KSZE-Konferenz unter Termindruck stehende Neubau innerhalb von nur zehn Monaten fertiggestellt wurde. Richtfest konnte am 20. September gefeiert werden, Ende Dezember 1989 erfolgte die Gebrauchsabnahme weiter Teile des Gebäudes; am Silvesterabend fand die erste Feier in dem Hotel statt. Die feierliche Eröffnung folgte am 17. Januar 1990, die Fertigstellung der Außenanlagen und weiterer Restarbeiten wenige Wochen später.
Bei seiner Eröffnung war das Bonner Maritim das zweitgrößte Hotel und das größte Konferenzzentrum in Nordrhein-Westfalen sowie bereits auf Jahre hin mit Kongressen ausgebucht. Von 1990 bis 1998 fand im Maritim Hotel Bonn der Bundespresseball statt. Von November 1999 bis Ende 2003 führte die Maritim Hotelgesellschaft in Bonn interimistisch auch den Betrieb des damaligen Internationalen Kongresszentrums Bundeshaus Bonn (IKBB; ab 2007 World Conference Center Bonn). Nach der Eröffnung des erweiterten World Conference Center Bonn (WCCB) 2015 hat sich der Schwerpunkt internationaler Konferenzen in Bonn dorthin verlagert. Von 2017 bis 2019 erfolgte eine umfassende Renovierung des Maritim Hotels Bonn.

## Ausstattung
Das Hotel verfügt über 410 Zimmer auf sechs Etagen, darunter 41 Suiten. Als gastronomische Angebote stehen zwei Restaurants, ein Café, eine Terrasse („Brunnenterrasse“) sowie eine Bar zur Verfügung. Der Veranstaltungsbereich bietet Platz für insgesamt bis zu 5.000 Personen in 16 Tagungs- und Konferenzräumen, darunter als größte jeweils mit eingebauter Bühne der Saal Maritim mit 2.800 (davon 900 Empore) und der Saal Beethoven mit 600 Plätzen. Ein Foyer umfasst etwa 1.000 m² Ausstellungsfläche.

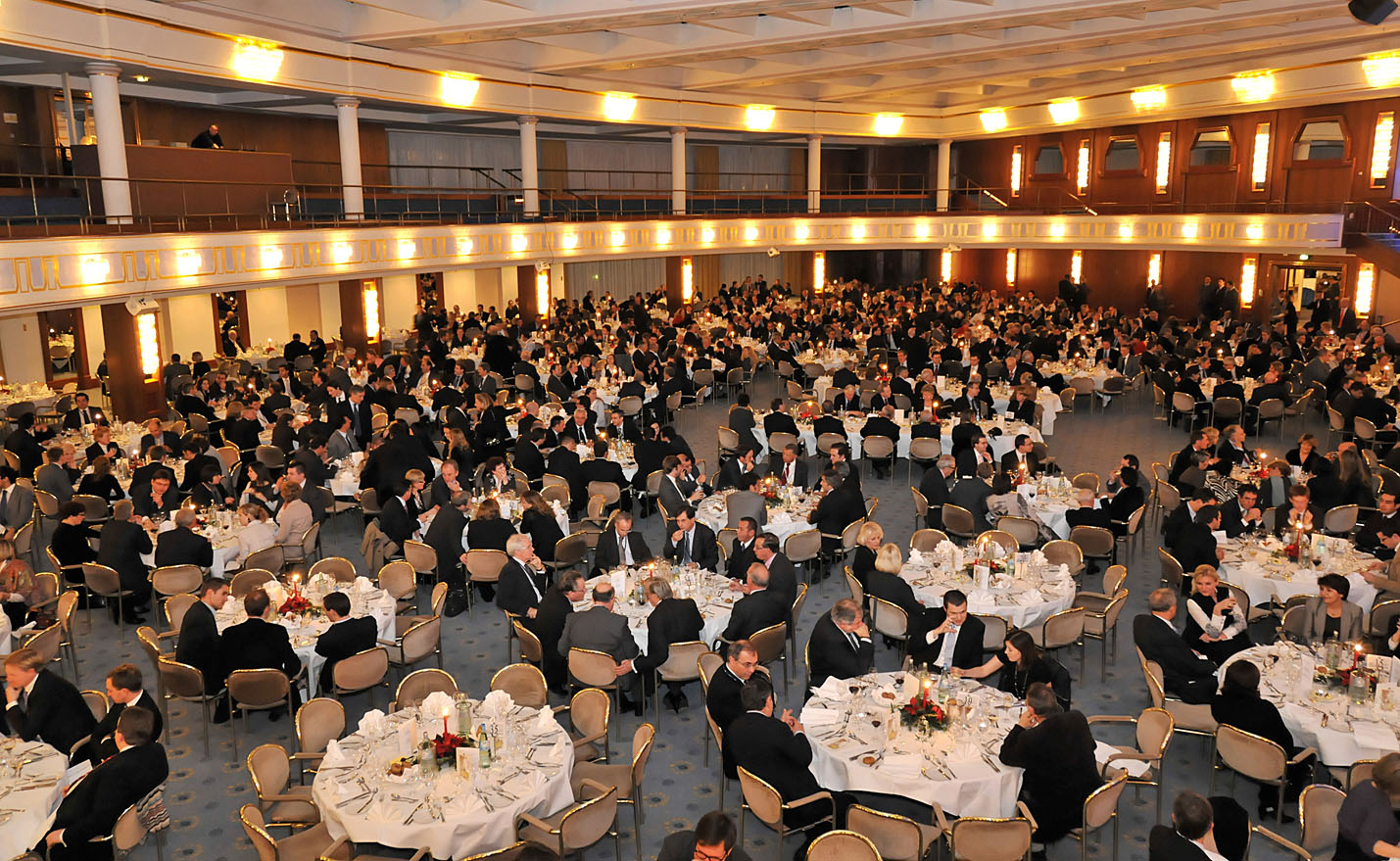
Saal Maritim

## Veranstaltungen (Auswahl)
| Datum                           | Veranstaltung                                                   |
| ------------------------------- | --------------------------------------------------------------- |
| 19. März–11. April 1990         | KSZE-Konferenz über wirtschaftliche Zusammenarbeit in Europa    |
| 5. Mai 1990                     | Erstes Zwei-plus-Vier-Gespräch – internationale Pressekonferenz |
| 28. November 1994               | 6. Parteitag der CDU Deutschlands                               |
| 1996–2005, 2007–2010, seit 2016 | FedCon                                                          |
| 25. Oktober 1998                | Außerordentlicher Bundesparteitag der SPD                       |
| 7. November 1998                | 11. Parteitag der CDU Deutschlands                              |
| 12. April 1999                  | Außerordentlicher Bundesparteitag der SPD                       |
| 25. Oktober–5. November 1999    | 5. UN-Klimakonferenz                                            |
| 16.–27. Juli 2001               | 6. UN-Klimakonferenz (Teil 2)                                   |
| 2002–2004, 2008–2015            | Ring*Con                                                        |
| 19.–30. Mai 2008                | 9. UN-Naturschutzkonferenz                                      |
| 9. Dezember 2009                | Kongress der Europäischen Volkspartei (EVP) – Bankett           |
| 5. Dezember 2011                | Afghanistan-Konferenz – internationales Pressezentrum           |
| 19. Januar 2014                 | FDP-Europaparteitag 2014                                        |
| 12.–15. November 2017           | EKD-Synode                                                      |